# Dona Augusta
Dona Augusta est une localité de Sao Tomé-et-Principe située au sud-est de l'île de Sao Tomé, dans le district de Caué. C'est une ancienne roça, où est né le chef cuisinier João Carlos Silva.

## Population
Lors du recensement de 2012, le village comptait 166 habitants.